# Геновефа
Святая Генове́фа (лат. Genovefa), также распространено именование по французскому имени Женевье́ва (фр. Geneviève; ок. 420, Неметодур — ок. 500, Паризии) — христианская святая, почитаемая как в католической, так и в православной церквях, покровительница Парижа. Рака с её мощами находится в парижской церкви Сент-Этьен-дю-Мон.

## Первоисточники
Биография Геновефы известна по житию, составленному согласно преданию через 18 лет после её смерти кем-то из клириков Паризии. Первоначальный текст жития не сохранился — оно известно по нескольким вариантам более поздних средневековых рукописей. Уже Жан Болланд в XVII веке выделил три версии жития. Наиболее аутентичной он считал так называемую версию А, которая, по всей видимости, относится к эпохе Каролингов (IX—X века). Версия B отличается от неё наличием некоторых позднейших вставок, а версия C является сокращённым пересказом версии А. Современные исследователи, среди которых Дом Жак Дюбуа и Лор Бомон-Майе, выделяют следующие версии жития Геновефы:
- Самое распространённое в Средневековье — житие E было составлено в IX веке в парижском аббатстве Святой Женевьевы — его автор добавил в текст некоторое количество дополнительных фактов, чтобы расширить «классическое» житие;
- Житие C имеет германское происхождение и относится к VIII веку;
- Житие D основывается на житии C, но является более поздним и в него введено некоторое количество сомнительных дополнений;
- Житие B, по всей видимости, наиболее близкое к аутентичному тексту, хоть и содержит следы позднейших правок и более современные грамматические формы, чем могли быть употребляемы в оригинальном житии VI века;
- Житие A практически идентично житию B, но содержит три дополнительных фрагмента — однако, проще представить себе их позднейшую природу, чем их опущение при переписке[2].

## Исторический контекст
V век — век глубокого кризиса государственности одряхлевшей Римской империи. Территория империи испытывала постоянное давление на свои границы со стороны окружавших её народов и племён, которые римляне называли одним словом варвары (этот период позднее получил в историографии название Великого переселения народов). Не будучи в состоянии самостоятельно противостоять внешней угрозе, римляне стремились привлечь на свою сторону некоторые народы и племена, которые должны были бы прикрывать Рим от других захватчиков (римляне называли таких союзников «федератами» — лат. foederati). Федераты получали земли на территории Империи, что привело к появлению фактически независимых государственных образований на её территории.
Геновефа жила в римской провинции Галлия, в конце царствования императора Гонория (из этого факта следует, что год её рождения — не позднее 423-го, так как Гонорий умер 15 августа этого года). В 313 году, после принятия императорами Константином и Лицинием Миланского эдикта о веротерпимости, в Галлии, как и повсюду в Империи, прекратились преследования христиан, что способствовало распространению этой религии среди всех слоёв общества. Незадолго до рождения Геновефы Римская империя окончательно разделилась на две части — Западную и Восточную (которая в позднейшей историографии стала известна как Византия). Император Запада Гонорий переселился из Рима в Равенну и больше занимался истреблением своих полководцев (которых подозревал в заговорах и связях с варварами), чем управлением дальними провинциями своей державы.
Начиная с 350 года, племенной союз франков всё глубже проникал в границы Западной Римской империи. Во второй половине IV века франки полностью овладели прирейнскими провинциями, сперва как банальные захватчики, но со временем заключая различные договоры с римскими наместниками и получая земельные угодья в качестве федератов. В 350—353 году римский престол даже занимал галльский франк Магн Магненций. К середине V века территория Галлии оказалась фактически разделена между несколькими варварскими королевствами, лишь формально подчинявшимися Риму: в 411 или 412 году юго-восточная часть Галлии превратилась в отдельное Королевство бургундов, 418 году вестготами на её юго-западе было создано просуществовавшее почти сто лет Тулузское королевство, северо-восточную часть занимали франки, северо-западная часть вокруг Паризий (так называемая Суассонская область), где жила Геновефа, оставалась до 486 года под властью Рима, но была отрезана от остальной части Империи.
На территории бывшей Римской Галлии (как и в бо́льшей части остальной империи) продолжалась непрекращавшаяся война всех против всех: новых королевств между собой и с остатками римских легионов, а также с внешними завоевателями, стремившимися получить свою долю от стремительно скудневших богатств распадавшейся империи. На смену имперскому единству приходила раздробленность, оставшаяся от империи инфраструктура не получала должного ухода, стремительно ветшала и разрушалась, торгово-экономические связи оказались разрушены или по меньшей мере серьёзно затруднены. Среди внешних завоевателей, выпавших на век Геновефы, следует выделить орду гуннов под предводительством Аттилы в 451 году. В битве на Каталуанских полях Аттила был разбит объединёнными силами римлян, вестготов, франков и их союзников, после чего франкский король Хильдерик, не встретив сопротивления, занял в 457 или 458 году Паризии, где жила Геновефа, и включил их в состав вновь созданного Франкского государства. В 486 году сын Хильдерика Хлодвиг ликвидировал остатки независимости Суассонской области и включил её в состав своего государства.

## Биография

### Происхождение и рождение
Точный год рождения, как и большинство других дат в жизни Геновефы, неизвестен. Несмотря на то, что житие написано в хронологическом порядке, в нём практически нет отсылок к историческим событиям (даже таким важным, как крещение первого франкского короля Хлодвига), что затрудняет датировку. Вероятно, Геновефа родилась около 420 года; различные современные энциклопедии называют года от 419 до 423.
Имя Геновефы имеет, по-видимому, франкскую этимологию и является латинизацией германского имени *Kenowīfa или *Kenuwefa, которое в свою очередь образовано путём соединения компонентов ken- — «род» et wīf — «женщина». Происхождение Геновефы столь же туманно. Дошедшие до нас жития не содержат указаний на этот счёт. В житии называются имена её родителей — Севе́р и Геро́нция, но об их социальном статусе ничего не говорится. Согласно народным преданиям, Геновефа происходила из крестьян, однако по мнению большинства современных авторов, она была горожанкой, возможно даже происходила из знатного галло-германского или франкского рода.

### Встреча со святым Германом
Первый эпизод, который упоминается в житии Геновефы — это эпизод её встречи с двумя епископами, и это один из двух эпизодов, которые могут быть датированы с большой степенью вероятности. В 429 году святой Герман — епископ Автиссиодура и святой Луп — епископ Трикассия оказались проездом в Неметодуре. Они отправлялись в Британию для борьбы с ересью пелагианства. Епископы сошли на берег с челна, на котором путешествовали по реке Секване, и их встретила большая толпа горожан, среди которых была и Геновефа. Девочке тогда должно было быть около десяти лет. Герман заметил девочку, подозвал к себе, а затем предсказал её родителям, что их дочь ждёт великое будущее, если она сохранит девственность и посвятит себя служению Богу. Геновефа ответила, что это является и её страстным желанием тоже.
На следующий день, перед своим отъездом Герман снова встретил девочку и спросил её, помнит ли она о вчерашним разговоре. Та ответила, что да. Тогда Герман наклонился, подобрал с земли и подарил девочке римскую медную монету с изображением креста и сказал, что та не должна носить никаких других украшений, кроме неё. Монету Герман не достал из своего кошеля, но подобрал — исследователи считают, что мелкая медная монета есть символ того, что Геновефа не должна была променять её на земные блага — золото, серебро и жемчуга.
Однако, этот эпизод не встречается в наиболее раннем житии самого́ Германа, написанного Констанцием Лугдунским около 480 года (то есть ещё при жизни Геновефы). Он впервые встречается лишь в анонимном житии Германа первой половины IX века и скорее всего заимствован из жития Геновефы.

### Юность
В житии Геновефы, как и в житиях других святых, непременно содержится описание некоторого количества произошедших с ними чудес. Первое из чудес Геновефы описывается так: через некоторое время после приезда Германа в городке должен был состояться религиозный праздник. Однако, мать будущей святой не разрешила дочери на него пойти и потребовала, чтобы та оставалась дома. И внезапно после этого мать полностью ослепла и оставалась в таком состоянии почти три месяца. Зрение вернулось к Геронции лишь после того, как та омыла лицо водой, принесённой дочерью из колодца и которую Геновефа до этого осенила крестным знамением.
Через несколько лет Геновефа прошла обряд посвящения Небесному Жениху. Разные исследователи называют разный возраст, в котором мог быть совершён обряд — от 14 до примерно 20 лет. Несмотря на то, что в те времена в Галлии уже было несколько монастырей, бо́льшая часть монахинь продолжала жить в миру, отличаясь от мирянок головным платком особого покроя. Поэтому Геновефа и после прохождения обряда оставалась жить в родительском доме. Подробности обряда нам неизвестны, но трое девушек, среди которых Геновефа была младшей, получили в тот день платок посвящения.
Обряд совершил епископ по имени Вилликий (лат. Villicus). Однако, в списке парижских епископов, как и в списках епископов окрестных диоцезов, не содержится сведений о человеке с таким именем. Существуют несколько версий относительно этого факта: версия первая состоит в том, что хронологические списки составляли через много веков после (так, парижский около 880 года), причём о наиболее ранних епископах нет никаких сведений, кроме имён — поэтому, вполне можно допустить, что у составлявших список монахов просто не было всей полноты документов. Версия вторая состоит в том, что этим священником мог быть епископ Буржский по имени Вилиций (лат. Vilicius), правда, непонятно, каким образом он оказался в Неметодуре. Версия третья: имя Villicus — искажённое при письме Julicus (правда, среди подходящих по времени парижских епископов также не содержится человека с таким именем). Версия четвёртая: villicus — это не имя, а не слишком грамматически верное прилагательное от слова villa, то есть речь идёт о священнике при некоей усадьбе. Наконец, версия пятая: обряд совершал не епископ, но обыкновенный приходской священник.

### Переезд в Паризии
Через некоторое время после описанных выше событий родители Геновефы скончались, после чего она переселилась в Паризии к своей «духовной матери» (возможно, имеется в виду крёстная). По приезде она заболела и три дня пролежала без сознания, так что её уже сочли мёртвой. Однако, затем она пришла в себя и рассказала, что ей было видение, в котором ей явился ангел. Ангел показал ей Рай, который ожидает после смерти праведников. В отличие от многочисленных подобных сюжетов, описываемых применительно к более поздним персонажам, в рассказе нет видений ада, ожидающего после смерти грешников.
В 445 или 446 году произошла ещё одна встреча Геновефы с епископом Германом. В эти годы в снова распространилась ересь Пелагия — британцы стали даже переселяться в Арморику на севере современной Франции, неся с собой смесь кельтских религиозных воззрений и пелагианства. Герман, который успешно боролся с этой ересью за 16 или 17 лет до этого, был вновь направлен церковными властями на север. По пути он остановился в Паризиях, вспомнил о девочке, которой в свой прошлый приезд он подарил монету с крестом, и решил узнать о её судьбе. Паризийцы ответили, что Геновефа явно не заслуживала того почтения, которое оказывал ей иерарх, что она обманщица и лицемерка. Однако, Герман встретился с ней, помолился, а затем продемонстрировал всем желающим окраплённую слезами землю в том месте, где молилась Геновефа — это должно было продемонстрировать искренность и глубину её веры.

### Нашествие гуннов
Несмотря на то, что в условиях разваливавшейся Западной Римской империи за последний век жители Галлии привыкли к постоянным набегам варварских племён, в 451 году их ждали куда более серьёзные испытания. С востока на Паризии надвигалась огромная орда гуннов под предводительством Аттилы. Многие жители стали собираться и увозить свои семьи и имущество в другие, как им казалось, более безопасные города. В этих условиях Геновефа собрала вокруг себя в баптистерии некоторое количество женщин, убеждая их не поддаваться панике и остаться в городе. Она объясняла, что именно женщины многократно спасали народ от врагов, приводя в качестве примеров из Священного Писания таких героинь как Юдифь и Эсфирь. Геновефа убеждала, что благодаря заступничеству Христа Паризии будут пощажены. Некоторые прислушались к словам Геновефы, однако много было тех, кто называл её лжепророчицей и убеждал соседей казнить Геновефу, как Писание требует поступать со лжепророками.
Страсти охладил прибывший и вмешавшийся в происходящее новый епископ Автиссиодура Герман (скончался 31 июля 448 года в Равенне). Неизвестно как, но ему удалось уговорить паризийцев не причинять вреда Геновефе, а самим остаться в городе. Вскоре пришло извести о том, что войско Аттилы отвернуло в сторону юга и прошло мимо Паризий. На самом деле, глядя из сегодняшнего дня, в этом не было ничего необычного — Паризии в то время представляли собой небогатый городок средних размеров. Гуннов гораздо более привлекали такие расположенные южнее богатые города, как Лугдун и Арелат. Аттила отвернул от Паризий в сторону Каталаунских полей, где и был разбит объединённым войском римлян, готов и франков. И хотя на следующий год он продолжил поход в сторону Италии, угрозы для Паризий он более не представлял. После этого слава святой возросла. Она завоевала уважение города также щедростью, безупречной нравственностью и пламенной верой.

### Базилика Святого Дионисия
Уже при жизни Геновефы первый епископ Паризии Дионисий (умер около 250 года) был почитаемым святым. Многие горожане, в том числе и Геновефа, наведывались на могилу святого, располагавшуюся на кладбище к северу от города. Кладбище было действующим, то есть и во времена Геновефы там продолжались захоронения. Однажды по пути к могиле Дионисия Геновефа встретила двух священников, возвращавшихся с погребения, и сказала им о том, что на могиле епископа надлежит воздвигнуть базилику. Те ответили, что для этого у них нет никакой возможности, поскольку у них нет ни камней, ни печи для извести. Тогда Геновефа повелела священникам вернуться в город, походить по городскому мосту и послушать, о чём там говорят. Священники так и сделали. К своему изумлению, они услышали разговор двух свинопасов, один из которых рассказывал товарищу о том, что обнаружил в лесу огромную кучу большущих камней, на что другой ответил, что нашёл в корнях поваленного бурей дерева печь для извести. Радостные священники принесли добрую весть Геновефе, и вскоре жители Паризии принялись за строительство базилики. Возглавлял строительство священник по имени Генезий (лат. Genesius, фр. Genès), должность которого неясна.
Автор жития пишет, что за время строительства Геновефой совершались многочисленные чудеса: так в один день обнаружилось, что для работников не было припасено питьё — Геновефа приказала принести ей чашу, в которой оставалось немного питья. Она перекрестила чашу, затем долго молилась и чаша чудесным образом наполнилась (по другой версии, она наполнила чашу своими слезами). В другой день Геновефа и некоторое количество работников и их жён шли на строительство. Было темно и холодно, лил сильный дождь, дорога превратилась в грязевое месиво. Многие женщины испугались продолжать путь — тогда Геновефа достала свечу, та чудесным образом сама зажглась и несмотря на дождь не гасла вплоть до того момента, как путники добрались до цели. Это чудо Геневефа якобы проделывала несколько раз.
Когда строительство базилики уже было закончено, как-то к Геновефе привели 12 человек одержимых. Геновефа принялась горячо молить Христа об их излечении — бесноватые поднялись в воздух и так висели какое-то время, не касаясь земли. После этого Геновефа повелела им идти к построенной базилике, но бесноватые не захотели. Тогда она наказала именем Христа сложить руки за спиной и отправляться в путь, что они и сделали. Вслед за ними в базилику пришла Геновефа, распростёрлась на земле и принялась молиться. Нечистые души стали выходить из одержимых из одного за другим со страшным зловонием — так они излечились.

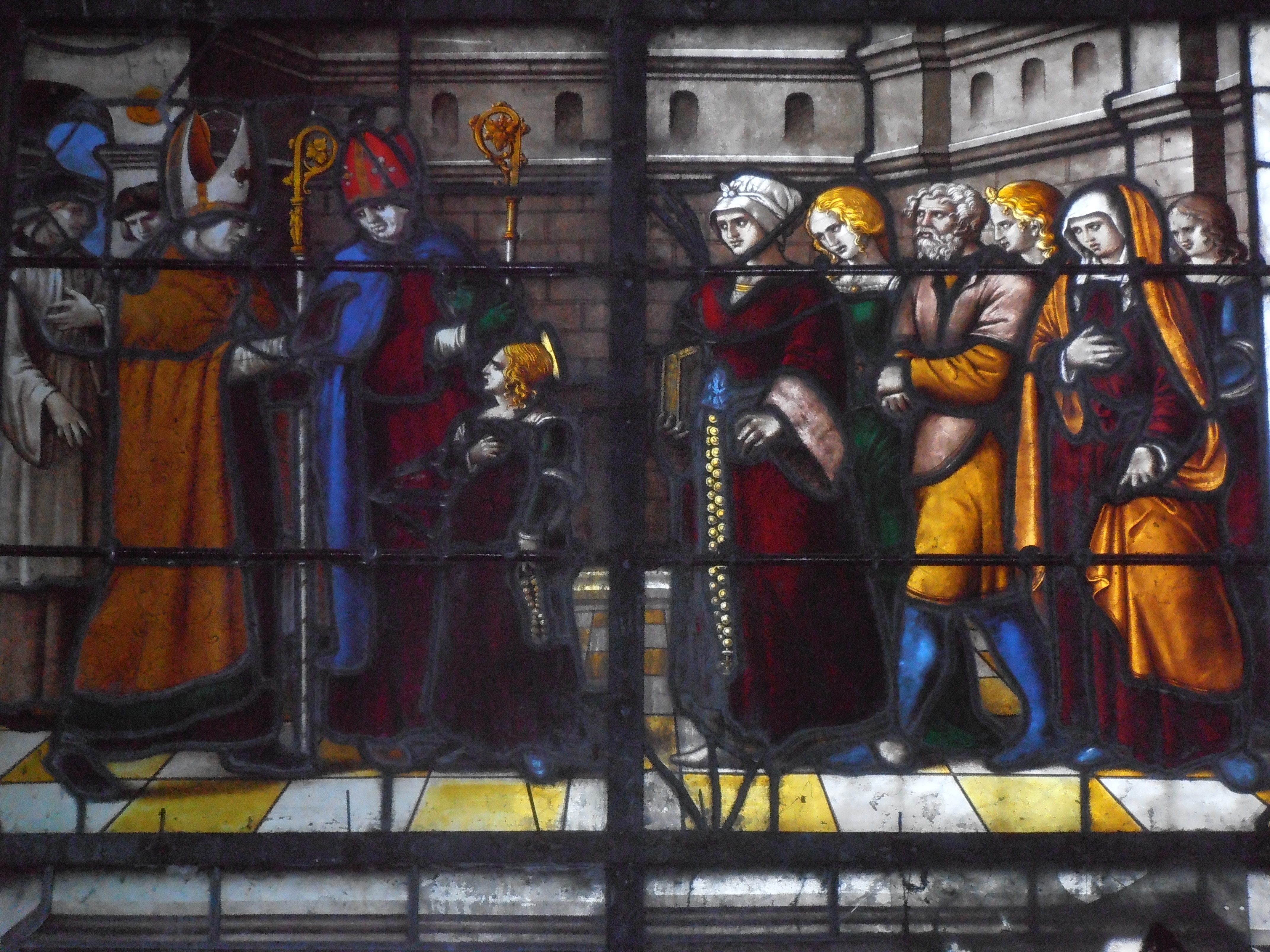
Витраж, иллюстрирующий жизнь святой Женевьевы, стоящей на коленях перед Сен-Жерменом Осерским и другим святым; Витраж XVI века из церкви Сен-Жюльен-дю-Со (Йонна), Франция.

### Осада Паризий Хильдериком
В 457 году в Паризии вошёл франкский вождь по имени Хильдерик со своим отрядом. Хильдерик питал уважение к Геновефе, но оставался языческим вождём. Как-то он решил устроить казнь своих пленников. Опасаясь гнева Геновефы, вождь приказал осуществить её за городской чертой, а чтобы Геновефа не помешала ему осуществить задуманное, приказал запереть все городские ворота. Однако, Геновефа узнала о планируемой казни, пришла к воротам, которые чудесным образом открылись перед ней, несмотря на отсутствие у неё ключей. Геновефа догнала Хильдерика и вырвала у того обещание пощадить пленников.
В житии говорится об осаде Паризий Хильдериком «два раза по пять лет». На самом деле, полноценной осады не было, но в течение примерно десяти лет (с 470 по 480 годы) Паризии находились в центре непрекращающихся боевых действий между Хильдериком, стремившимся основать собственное королевство, различными римскими полководцами и многочисленными бандами варваров. В условиях анархии и непрекращающихся грабежей, к которым добавлялась невозможность спокойно заниматься сельским хозяйством и, возможно, неурожаев, город постиг голод. Дабы добыть продовольствие для горожан, Геновефа отправилась в город Арциак Римские дороги из-за непрекращающихся боевых действий и столетия отсутствия должного ухода к тому времени пришли в полную негодность, поэтому путешествие совершалось по реке Секване и далее её притоку Альбе. По прибытии в Арциак, Геновефе встретился местный «трибун» и командующий городским ополчением по имени Пассив (лат. Passivus). Он рассказал Геновефе о том, что его жена уже четыре года лежит парализованная и умолял помочь. Геновефа посетила дом «трибуна», помолилась за его жену и та немедленно встала со своего ложа.
Геновефа продолжила свой путь до города Трикассия, где излечила двух слепцов, двенадцатилетнюю девочку, человека, «которого постигла кара господня, ибо он работал в воскресенье», и сына иподиакона, у которого вот уже 10 месяцев был жар. Затем гружёные зерном суда отправились назад в Паризии, но поскольку большинство гребцов были новичками, те стали раскачиваться и грозили перевернуться. И лишь молитвы Геновефы и сопровождавшего её священника отца Бессуса (лат. Bessus) позволили им благополучно добраться до цели — когда суда проплывали мимо дерева, где часто тонули суда, из под дерева выскочили два странных разноцветных чудища и умчались вон. По прибытии в Паризии Геновефа раздала всем жителям города привезённое зерно так, чтобы никто не остался голодным. А тем, у кого не было возможности самим смолоть и испечь его, дала уже испечённый её приближёнными хлеб, и так спасла их от голодной смерти.

### Паломничество Геновефы
Когда Геновефе было около 60 лет (то есть, около 480 года), она отправилась в город Турону в паломничество на могилу самого почитаемого французского святого — Мартина Турского. Как обычно делалось в то время, она добралась по земле до города Аврелиана, чтобы там пересесть на судно и спуститься по реке Лигере до Турона.
Когда Геновефа была а Аврелиане, в городском соборе, у могилы святого Аниана, к ней пришла мать семейства по имени Фратерна (лат. Freterna) и сказала, что её малолетняя дочь по имени Клавдия (лат. Claudia) была при смерти. Фратерна бросилась на колени и стала умолять Геновефу спасти её дочь. «Успокойся, — сказала ей Геновефа, — твоя дочь уже здорова». Затем они обе пошли к дому Фратерны, где выздоровевшая Клавдия ждала их у порога.
Там же, в Аврелиане, Геновефа встретила одного человека, слуга (или раб) которого был сильно перед ним виноват. «Я никогда его не прощу!» — кричал охваченный гордыней хозяин. Но вернувшись домой, почувствовал себя очень плохо, его охватила лихорадка и он с трудом дышал. На следующий день, хозяин кое-как доковылял до дома, где остановилась Геновефа, бросился перед ней на колени и стал причитать о том, что понял свою ошибку — раз Иисус Христос прощает раскаявшихся, то он тоже должен был простить своего виновного слугу. Таким образом, слуга был прощён, а его хозяин излечился от лихорадки.
След за тем Геновефа села на судно и отправилась по реке в Турону. По прибытии туда, она была встречена группой бесноватых. Геновефа отправилась в городской собор, где молилась за избавление бесноватых от их недугов. Она их крестила, вкладывала руки им во рты, а те бились в конвульсиях и кричали, что им очень больно, будто каждый палец их пылает свечой. Однако, после молитв Геновефы многие излечились. Также у трёх городских дворян были бесноватые жёны, которых те держали под замком. Геновефа помолилась за них тоже, дала им освящённого масла и они тоже излечились. Следует заметить, что во многих раннехристианских текстах и житиях встречается термин «бесноватые» и «одержимые». Описание заболевания обычно очень поверхностно, поэтому нельзя с уверенностью сказать, в чём точно заключается его природа — вполне вероятно, что помимо традиционно понимаемой эпилепсии этим словом могли именоваться подверженные тому, что мы сегодня называем депрессией и иными заболеваниями нервной системы.
Через сутки Геновефа присутствовала на посвящённом святому Мартину всенощном бдении в городского соборе. При действовавшем в то время епископе Перпетуе (лат. Perpetuus) в год проводились восемь всенощных бдений, из них два были посвящены святому Мартину — 11 ноября (в день его смерти) и 4 июля (день, когда отмечались одновременно его рукоположение в сан епископа Торона, перенесение в новую базилику реликвий Перпетуем и её освящение). Из этого можно вывести день паломничества Геновефы — поскольку в то время бурные осенние воды Лигеры были весьма сложными для плавания, вероятнее всего оно состоялось летом, то есть 4 июля. Внезапно во время службы один из певчих обезумел и принялся царапать себя и рвать на себе одежду. Затем он увидел Геновефу в толпе и бросился к ней, словно ища у неё защиты. Та приказала демону покинуть тело бедняги, что демон и сделал с ужасной вонью, после чего певчий излечился.
Геновефа была первой знаменитостью, посетившей недавно освящённый в честь святого Мартина соборе. Одновременно с этим, состоявшееся во время всенощного бдения на глазах многочисленных прихожан изгнание бесов не осталось незамеченным, так что после этого Геновефа стала пользоваться ещё бо́льшей славой.

### Прочие чудеса Геновефы
В житии упоминаются также некоторые иные чудеса, якобы совершённые святой Геновефой: так, во время пребывания её в городе Лугдуне, к Геновефе явились родители молодой девушки, которая была парализована в течение девяти лет. Святая проследовала к дому этих людей, где принялась страстно молиться, после чего коснулась парализованных членов девушки, приказала той одеться, обуться и идти вместе со всеми к церкви. Тут же парализованная подчинилась и пошла к церкви, сопровождаемая поющей псалмы толпой.
В один из приездов Геновефы в Мельдор, к ней пришла молодая девушка из хорошей семьи, которая уже была сосватана некоему молодому человеку, и попросила соизволения «сменить одеяние». Как уже было сказано выше, монахини в то время жили в основном в миру и отличались от мирянок особым видом платка. Узнав об этом, жених прибежал к тому месту, где находились Геновефа и его невеста, и тем пришлось спасаться в баптистерии ближайшей церкви. Попутно Геновефа излечила служанку этой девушки, которая в течение двух лет не могла наступать на больную ногу. Автор жития оценивает эти события как «чудеса». В другой приезд Геновефы в Мельдор к ней пришёл человек с сухой (парализованной) рукой, и она его излечила.
Там же, в Мельдоре, Геновефа как-то участвовала в жатве. Вероятно, Геновефа, будучи крупной землевладелицей, наблюдала за ходом работ, когда увидела надвигавшуюся бурю. Геновефа тут же принялась усердно молиться — как результат, ливень вылился на окружавшие поля, но ни одной капли дождя не упало на поле Геновефы. По мнению автора жития, это должно было служить подтверждением того, что для искренне верующего во Христа нет ничего невозможного, и ему подчиняются даже природа и стихии.
Как уже говорилось, Геновефа часто ездила в Мельдор. Но однажды к ней приехал «защитник» (лат. defensor) из этого города. Исполнитель этой выборной должности должен был защищать интересы горожан перед лицом представителей администрации. «Защитник», имя которого было Фруминий (лат. Fruminius), в течение нескольких лет страдал глухотой. Непонятно, каким образом он мог исполнять в таком случае свои обязанности, но может быть, это было прогрессировавшим заболеванием, достигшим такого уровня, что только срочное вмешательство могло спасти карьеру этого человека. Геновефа коснулась его ушей и перекрестила их — глухота сразу ушла.
Однажды в Паризиях к Геновефе пришла женщина и принесла тело мёртвого четырёхлетнего сына, который упал в колодец и утонул. Геновефа накрыла ребёнка своим плащом, помолилась и ребёнок ожил, а вскоре был крещён именем Cellomeris. Этот эпизод, помимо прочего, показывает нравы современников Геновефы — четырёхлетний ребёнок ещё не был крещён, а после крещения получил новое имя.
Ещё один эпизод: как-то в Паризиях к Геновефе родители привели к Геновефе своего малолетнего сына по имени Маровех (лат. Marovechus), который был слеп, глух, нем и горбат. Она смазала его елеем, и тот излечился. Тема елея часто поднимается в житии святой Геновефы — очевидно, что это вещество было весьма востребовано. Действительно, ещё в 416 году папа Иннокентий I писал, что елей можно использовать для лечения больных, причём делать это могут не только священники, но и миряне. Вместе с тем, елей должен быть освящён епископом. В житии Геновефы также встречается эпизод, когда у той не оказалось под рукой елея, и это может служить показателем двух вещей: во-первых, нестабильностью торговых связей распадавшейся Западной Римской империи; во-вторых, возможными длительными перерывами в занятии епископской кафедры Паризий — епископы, руководившие диоцезом с середины IV по начало VI века известны нам в лучшем случае по именам без каких бы то ни было подробностей их деятельности и времени занятия ими кафедры.
Также в житии встречаются куда менее благостные сюжеты: одна женщина украла обувь Геновефы. Как только воровка пришла с украденным к себе домой, она тут же ослепла. Другая женщина хотела узнать, чем занимается Геновефа в своей келье — как только та подкралась к двери, она также ослепла. Позднее Геновефа сжалилась над ней после того, как ослепшая долгие дни молила Бога о возвращении ей зрения — Геновефа пришла к той женщине, и зрение ей вернулось. Ещё одна женщина рассказала Геновефе, что посвятила себя Небесному Жениху и хранит непорочность. Геновефа рассердилась наглой лжи и тут же рассказала всем присутствующим, когда и с кем согрешила её собеседница.
Среди описаний чудес, якобы совершённых святой Геновефой, встречаются некоторые весьма экзотические и малопонятные. Например, такое: однажды в Паризиях Геновефа стояла на крыльце своего дома, когда она увидела проходившего мимо неё человека, в руках у которого была склянка с высоким горлом, внутри которой находилась какая-то жидкость. Геновефа спросила, что это такое, а человек ответил, что это снадобье, которое тот только что приобрёл у торговца. Но Геновефа разглядела сидевшего на горле склянке Врага рода человеческого, дунула на него, после чего от горла склянки откололся и упал на землю кусок. Она его перекрестила и приказала человеку уходить, а все кругом были в восхищении. Современные исследователи не могут объяснить, что представляет собой этот эпизод — не имеющую под собой никакой реальной основы легенду или же реальную ситуацию, причудливо трансформировавшуюся в народном сознании.
В житии также содержится эпизод, рассказывающий о послании, направленном Геновефе другим почитаемым святым — Симеоном Столпником. Несмотря на 3000 километров, отделявших Паризии от Антиохии, он прослышал про неё и прислал ей послание с выражением восхищения её деятельностью.

### Смерть Геновефы

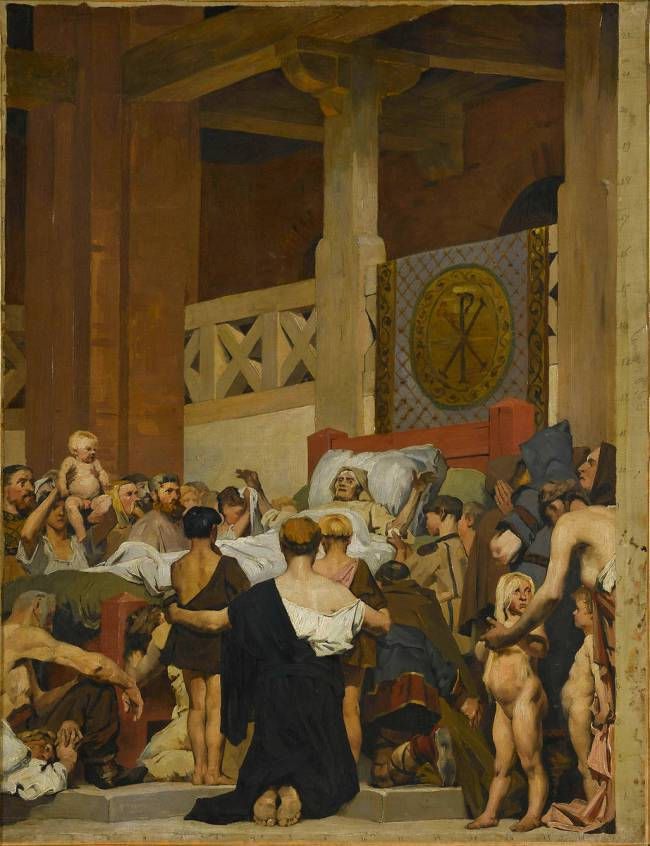
Смерть Св. Геновефы. Худ. Жан-Поль Лоран, 1877—1880 гг.

В отличие от прочих эпизодов, которые весьма подробно расписаны в житии, информация о смерти святой весьма лаконична. В ней говорится о том, что Геновефа прожила «более десяти раз по восемь лет», после чего упокоилась с миром и была погребена 3 января (как и везде в житии год не назван). Это достаточно странно, учитывая, сколь подробно в житии расписаны детство святой, её чудеса, многочисленные поездки. Объяснение, вероятнее всего, может быть следующим — смерть Геновефы была достаточно скоропостижной, от старости, не было ни скорбящего окружения, ни произнесения высокопарных предсмертных слов. Если это так, то вероятнее всего смерть Геновефы наступила около 500 года — возможно, чуть позднее, но никак не раньше. Также это позволяет датировать написание жития — если оно было написано через 18 лет после смерти святой, то первоначальный текст вышел из-под пера автора около 520 года.
Вместе с тем, существуют некоторые исследователи (такие, как Жоэль Шмидт и Э. Бурассен), которые предполагают, что смерть Геновефы могла наступить уже после смерти Хлодвига (то есть, после 511 года), а Б. Круш пишет даже, что смерть святой имела место примерно одновременно со смертью Клотильды (545 год), но это представляется маловероятным — уже 80-летний возраст был очень почтенным для той эпохи, возраст же 92 и тем более — более 120 лет совсем маловероятен.

### Чего нет в житии Геновефы
Не менее важным, чем перечислить содержащееся в житии святой Геновефы, представляется указать один важный эпизод, который по каким-то непонятным причинам там отсутствует. В житии упоминается о близости Геневефы и сына Хильдерика по имени Хлодвиг, занявшего в 481 или 482 году престол Франкского королевства, и особенно жены последнего Клотильды, позднее также причисленной к лику святых (а дочь и сестра Хлодвига приняли монашество). И если Клотильда была известна как христианка, то Хлодвиг был рождён язычником, но на определённом этапе своей жизни принял решение перейти в христианство — крестился сам и крестил свою дружину (в общей сложности, по видимому, около 3000 человек). Вероятнее всего, он принял такое решение по политическим мотивам, но как бы то ни было, оно повлияло на всю дальнейшую историю Франции. Крещение Хильдерика было произведено в Реймсе святым епископом Ремигием (именно поэтому последующие франкские и французские короли короновались именно в Реймсе) в 496 или в 498 году (то есть ещё при жизни Геновефы). Правда, некоторые историки называют в качестве вероятной даты крещения 506 год, но большинство предполагают одну из двух первых дат. Конечно, будучи женщиной, Геновефа не могла сама производить таинство крещения, однако будучи близкой королевскому двору, она не могла так или иначе на него не влиять — или как минимум не знать о нём. Некоторые исследователи даже сравнивают вероятную роль Геновефы в крещении Франции с ролью княгини Ольги в крещении Руси.
Именно Хлодвиг и Клотильда заложили основу культа святой Геновефы (об этом упоминается в житии). Вероятно, автор жития сам был близок к королеве Клотильде (Хлодвиг к моменту написания жития уже скончался). Тем не менее, о таком судьбоносном для будущего Франции решении, как крещение короля, в житии не упоминается.

## Личная жизнь Геновефы
В житии святой Геновефы содержится определённая информация о её личной жизни. Анонимный автор ничего не говорит об источниках её благосостояния, но поскольку в житии, в отличие от жизнеописаний большинства других христианских святых этой эпохи, нет ни одного упоминания о сборе Геновефой милостыни и подаяний, вполне обоснованным выглядит предположение о её происхождении из знатной и обеспеченной семьи. В житии нет упоминаний о приобретении Геновефой земель и недвижимости, однако она должна была обладать достаточными земельными угодьями в Мельдоре в плодородной области Бригенс Сальт — неслучайно многие эпизоды жития говорят о её поездках туда. Она должна была часто наведываться на свои земли для проверки её использования, покупки необходимого инвентаря для работников и так далее. Иными словами, Геновефа могла чувствовать себя достаточно уверенной и независимой.
Однако, несмотря на возможность распоряжения достаточным богатством, в житии говорится о личной скромности и суровых условиях жизни. С возраста 15 до 50 лет она ежедневно постилась, за исключением четвергов и воскресений. Геновефа питалась лишь ячменным хлебом и бобами, которые варила раз в две или три недели. За всю свою жизнь она не пила ни вина, ни чего бы то ни было ещё опьяняющего. Лишь достигнув 50-летнего возраста, святая по настоянию епископа дала себе некоторое послабление в строгом посте, добавив в свой рацион рыбу и молоко, в котором размачивала всё тот же ячменный хлеб.
Ежедневно Геновефа проводила несколько часов в молитве. Как и все святые тех времён, молитва для неё не была простым ритуалом — она молилась страстно, обливаясь слезами. Автор жития приводит цитату из малоизвестного в то время «Пастыря» Ерма, говоря о том, что вблизи святой постоянно находилась свита из двенадцати дев, без которых верующему не войти в Небесный Иерусалим, а имя этим девам Вера, Воздержание, Мощь, Терпение, Простота, Невинность, Целомудрие, Радость, Правдивость, Разумение, Согласие и Любовь.

## Память и почитание

### Зарождение культа Геновефы
Вскоре после смерти Геновефы её могила стала местом поклонения. Автор жития, написанного через 18 лет после смерти святой, описывает два эпизода чудесных исцелений, произошедших на её могиле: у маленького Прудена (лат. Prudens) были конкременты, и его родители никак не могли излечить малыша от этой болезни. Тогда они привели его на могилу Геновефы и молили святую подсказать им лекарство — в тот же день конкременты вышли из организма и болезнь никогда более не возвращалась.
Второе «чудо» описывается так: некий неназванный по имени гот работал в воскресенье. Внезапно его руки разбил паралич. Всю ночь незадачливый гот молил святую Геновефу даровать ему исцеление, и к утру его руки снова были в порядке.
Кроме того, автор жития сообщал в своём сочинении, что лично видел, как множился елей на могиле Геновефы.
Хронически больной Григорий Турский, живший через 50 лет после смерти святой, молил о своём исцелении всех святых без разбору и описывал результаты в своих записях — в своём сочинении «К славе исповедников» он упоминает о многочисленных случаях исцелений на могиле святой. По его мнению, особенно она помогала больным лихорадкой.
Геновефа входит в число всего четверых святых из Галлии, упоминающихся в древнейшем «Иеронимовом мартирологе» — его создание приписывалось Иерониму Стридонскому (ум. 420), однако в действительности список святых был составлен в северной Италии в V веке, а затем переработан и дополнен в Осере во время епископства святого Авнария (вторая половина VI века). В мартирологе содержится лишь краткое упоминание о Геновефе, состоящее лишь из нескольких слов: «3 января. В Париже — погребение святой Геновефы, девственницы». Однако, эта краткость является свидетельством того, что культ Геновефы во время составления мартиролога был уже вполне распространён и современникам не требовались подробные пояснения на его счёт. Помимо Геновефы, в «Иеронимов мартиролог» были включены лишь первый парижский епископ Дионисий, осерский епископ Герман и сын Хлодомира Хлодоальд.

### Оформление культа Геновефы
Ориентировочно в 822 году Париж был подвержен страшному наводнению, практически весь город был покрыт водой. Епископ направил своих служителей на поиски незатопленной церкви, где можно было бы отслужить мессу. Проходя мимо дома, где когда-то жила Геновефа, один из служителей решил заглянуть его, и обнаружил, что волны пощадили смертный одр святой, который всё это время сохранялся нетронутым. Он тут же доложил об этом епископу, и тот распорядился отслужить мессу в доме Геновефы (или «Женевьевы», как стали называть её на всё более заменявшем латынь французском языке) — вскоре после этого воды отхлынули и жизнь города вернулась в нормальное русло.
В IX веке Франция подвергалась многократным набегам викингов. Начиная с 845 или 846 года года они стали добираться по Сене вплоть до Парижа. Слабые войска короля Карла Лысого ничего не могли противопоставить нападавшим, поэтому король со свитой скрывались в базилике Сен-Дени (как стала называться заложенная Хлодвигом базилика Святых Апостолов, ставшая частью аббатства Святой Женевьевы). Но поскольку у базилики не было никаких крепостных укреплений, король счёл за лучшее отбыть подальше от Парижа, захватив с собой свои основные ценности. Сперва они отправились в Атис-Монс, а затем — в Дравей, которые сегодня считаются пригородами Парижа (20—25 км от центра города). В 857 году мощи Геновефы эвакуировали ещё дальше — в Маризи (около 100 км от Парижа), который сегодня в честь святой Геновефы именуется Маризи-Сент-Женевьев. Согласно преданиям, и в Дравее, и в Маризи, и на обратном пути в Париж у раки святой продолжались чудеса исцеления.
К 886 году относится начало ставших в дальнейшем традиционными процессий с ракой святой Женевьевы по парижским улицам. В предыдущем году Париж вновь оказался осаждён викингами под предводительством Сигурда, но на этот раз парижане решили дать отпор — армия во главе с Робертом Сильным и епископом Гозленом встала на защиту столицы. Чтобы защитить свои святыни, они перенесли в город раку святой Женевьевы, а также раки других почитаемых святых: святого Германа, святого Маркела Парижского и святого Хлодоальда. В напоминание о спасении святой Геновефой Парижа от гуннов, епископ решил пронести вкруг города раку с мощами святой. Согласно легенде, вскоре после этого викинги снялись с лагеря и прекратили осаду. С этого года процессии с ракой Геновефы стали традиционными.
Одним из наиболее впечатляющих посмертных «чудес» святой Геновефы стало то, что вошло в историю под названием «чуда антонова огня». Болезнь, именовавшаяся в то время «антоновым огнём» (лат. ignis sacer), которую современники зачастую путали, в зависимости от эпохи, с чумой, тифом и сифилисом, и которую современные медики опознали как эрготизм, многократно возвращалась на бо́льшую часть Европы, включая Париж. Эрготизм представляет собой отравление алкалоидами спорыньи, попавшими в муку́ из зёрен ржи и некоторых других злаков, заражённых склероциями. Флодоард писал об эпидемии этой болезни в 945 году, Рауль Глабер — в 994 и 1039 годах. Между 1120 и 1130 годами болезнь в очередной раз охватила Париж — в городе от неё умерло 14 000 человек. Тогдашняя медицинская наука оказалась бессильной, епископ Этьен Санлиский призывал бороться с болезнью при помощи поста и проводил религиозные процессии, но ничего не помогало. В 1130 году он приказал доставить к собору Парижской Богоматери раку с мощами Геновефы и призвал всех больных прийти и поклониться святой. Больных набралось 103 человека. Все они по очереди подошли и коснулись раки пальцами. Сто больных излечились, трое нет, что было списано на их неверие. Прибывший на следующий год в Париж римский папа Иннокентий II распорядился учредить в честь чудесного исцеления сотни больных в Париже особый праздник, который отмечался ежегодно 26 ноября. С тех пор раку Геновефы стали ещё активнее использовать для излечения больных, которым не могла помочь тогдашняя медицина. Многие писатели описывали это «чудо», среди которых наиболее известным является Эразм Роттердамский, который во время своего пребывания в Париже в 1496 году излечился «от четырёх лихорадок», что он относил на счёт святой, а не медицины. Эразм дал обет написать в честь Геновефы панегирик, и сдержал своё обещание — правда, только в 1532 году.

### Возведение базилики на могиле Геновефы
Финальные страницы жития достаточно сложно интерпретируемы: в нём повествуется об оратории, воздвигнутом на деревянной могиле Геновефы. Этот пассаж может быть интерпретирован несколькими способами:
Известно, что в то время Хлодвиг начал строить базилику Святых Апостолов. Он хотел быть похоронен в ней, и действительно, скоропостижно скончавшийся в 511 году Хлодвиг был погребён вдовой в не завершённой ещё базилике. Там же были погребены в 523 году внуки Клотильды, сыновья Хлодомера, убитые их дядьями Хильдебертом и Хлотарем; затем в 531 году дочь королевы Клотильда Младшая и наконец в 544 году сама Клотильда. Место погребения Хлодомера неизвестно, а парижский король Хильдеберт построил для своего захоронения другую базилику, названную им базиликой Святого Креста и святого Викентия и известную впоследствии как аббатство Сен-Жермен-де-Пре.
Некоторые комментаторы расценивают этот пассаж как ошибку автора или переписчика — из дерева был построен ораторий, а не могила. Другие предполагают, что речь идёт о временном деревянном саркофаге, в который было помещено тело Геновефы в ожидании завершения строительства базилики. Третьи предполагают, что базилика была возведена вокруг могилы святой, но это представляется другим исследователям маловероятным, поскольку в этом случае базилика скорее всего была бы названа её именем.
Григорий Турский в своей написанной между 573 и 575 годама «Истории франков» писал так:
[Королева Клотильда] была погребена своими сыновьями, королями Хильдебертом и Хлотарем, в алтарном возвышении церкви святого Петра, рядом с королем Хлодвигом. А это была та самая церковь, которую она сама построила. В ней же погребена и святая Генувейфа.

### Превращение базилики в крупнейшее аббатство
Почитание святой, выражавшееся как в массовых паломничествах к её могиле, так и в поддержке со стороны практически всех правителей Франции, привело к тому, что в скором времени базилика Святых Апостолов стала именоваться базиликой Святой Геновефы (или по-французски аббатство Сент-Женевьев) и превратилась в одну из наиболее значимых и богатых церковных институций Парижа. О первых веках после постройки известно немного. Вероятно, здание каким-то образом перестраивалось в эпоху Меровингов, но дошедших до нашего времени сведений об этом нет. Известно только, что в ту эпоху базилика стала местом проведения нескольких церковных соборов.
В Бертинских анналах сообщается, что во время нормандских нашествий на Париж, а точнее — в 857 году, здание базилики сгорело, но к 863 году оно было кое-как восстановлено и оставалось в таком состоянии вплоть до больших строительных работ, предпринятых во время аббатства Этьена из Турне (фр. Étienne de Tournai, 1180—1190).
Здание перестроенной базилики было окончательно снесено в 1806 году. Предположительно первоначальная базилика находилась под проезжей частью современной улицы Хлодвига (фр. rue Clovis), между церковью Сент-Этьен-дю-Мон и лицеем Генриха IV.

### Рака Геновефы
Первоначально после смерти святой её останки были помещены в обычный каменный саркофаг, который был обнаружен в начале XIX века под полом базилики. По свидетельству руанского епископа святого Авдуина, в день 28 октября около 630 года мощи Геновефы были помещены в раку, возможно изготовленную из драгоценных металлов святым Элигием, но других достоверных свидетельств на этот счёт нет. В честь перенесения мощей святой был учреждён праздник, отмечаемый 28 октября.
К 1161 или 1162 году относится странное событие — из-за внутренних противоречий между клириками аббатства Святой Женевьевы прошёл слух о том, что рака Геновефы была вскрыта, а мощи святой расхищены. Узнав об этом, король Людовик VII распорядился опечатать раку королевской печатью. 10 января в присутствии трёх епископов и множества народа королевская печать была разломана, а рака была вскрыта — описание этого события оставил будущий датский святой Вильгельм Эбельготский. Вскрытие раки показало сохранность мощей, а день 10 января стал отмечаться как ещё один праздник — День открытия и рекогнисции мощей святой Геновефы.
К концу правления короля Филиппа Августа (1179—1223) рака VII века пришла в негодность из-за постоянных переносов и процессий, и встал вопрос о создании новой (или, возможно, реконструкции старой). Первоначально некий старый каноник по имени Годфруа (фр. Godefroy) выделил настоятелю аббатства Святой Женевьевы по имени Герберт (фр. Herbert) 60 ливров на покупку драгоценных металлов для изготовления раки. Работа была поручена ювелиру по имени Бонар (фр. Bonnard, лат. Bonnardus) или Боннапа — это первый средневековый парижский ювелир, имя которого дошло до нас. Работа была завершена только к 1242 году, и дошла до нас в виде живописных изображений — в частности, от 1594 года. Рака, как и все католические раки того времени, представляла собой уменьшенную модель католического храма, с бо́льших сторон её боковые стенки были украшены колоннами с барельефными изображениями апостолов и с изображением Богородицы как минимум на одном из торцов, на крышке раки имелись иллюстрации жития святой Геновефы. Кроме того рака была богато украшена драгоценными или поделочными камнями (достоверно не известно). Всего на изготовление раки ушло 193,5 марок серебра (около 47,5 кг) стоимостью 435 ливров и 8,5 марок золота (чуть больше 2 кг) стоимостью 136 ливров, кроме того ювелир получил 200 ливров за свою работу. 28 октября 1242 года (то есть, в тот же календарный день, что и первое перенесение мощей) мощи святой были перемещены в новую раку.
В 1614 году, во время аббатства Бенжамена де Бришанто раке потребовалась реконструкция. Она была выполнена членом братства носильщиков раки (фр. confrérie des porteurs de la châsse) ювелиром Пьером Николем (фр. Pierre Nicolle). Реконструкция включала в себя золочение и украшение драгоценными камнями, её общая стоимость была оценена в 2200 ливров. 600 ливров из этой суммы собрали сами носильщики, а остальное пожертвовали многие богачи эпохи — так королева-мать Мария Медичи внесла «гору драгоценностей высотой в пол-фута», а сестра короля Кристина — «бирюзовый крест невероятной величины». В 1619 году заменивший Бришанто кардинал де Ларошфуко поместил отреставрированную раку с мощами святой на порфировый табернакль, расположенный позади алтаря главного храма аббатства. Вокруг табернакля была выстроенная по проекту Никола Ле Мерсье кувуклия с четырьмя украшенными ионическим ордером колоннами, из которых две мраморные были пожертвованы королём Людовиком XIII, две другие яшмовые — самим Ле Мерсье. Раку поддерживали деревянные кариатиды в виде Богородиц несколько выше человеческого роста, каждая из которых держала в руке по факелу. Эти скульптуры, авторство которых молва по-видимому безосновательно приписывала Жермену Пилону, умершему за несколько десятилетий до изготовления кувуклии, сохранились и находятся сегодня в парижском Музее французских памятников.

### Революционная эпоха
В 1754 году французский король Людовик XV серьёзно заболел, и дал обет воздвигнуть новый величественный храм в честь святой Геновефы вместо древней церкви. В Париже на Холме Святой Женевьевы до этого по-прежнему стоял, хоть и перестроенный, храм, история которого восходила ко временам Хлодвига. Строительство церкви Святой Женевьевы было поручено знаменитому архитектору Жаку-Жермену Суффло. Суффло, проживший несколько лет в Риме, задумал строительство монументального сооружения, которое должно было соперничать с собором Святого Петра. Суффло спроектировал церковь в форме греческого креста с гигантским куполом над центральной частью, над фронтоном был перистиль, поддерживавшийся двадцатью двумя коринфскими колоннами.
6 сентября 1764 года Людовик XV лично заложил первый камень в фундамент начавшего строиться храма. Тогда же рака с мощами Геновефы была перенесена в строящуюся церковь. Храм строился — ни Людовик XV, умерший в 1774 году, ни Суффло, переживший короля на шесть лет, не увидели завершения строительства. К 1789 году — началу Французской революции, церковь была в основном достроена. Однако революция сместила приоритеты — после смерти 2 апреля 1791 года Мирабо, Учредительное собрание решило создать грандиозную усыпальницу для знаменитых людей страны, по аналогии с лондонским Вестминстерским аббатством. На эту роль как нельзя лучше подходило только что достроенное здание храма Геновефы.
4 апреля 1791 года храм был секуляризован и впоследствии превращён в Пантеон, а рака и мощи Геновефы были возвращены в древнюю базилику. 14 августа 1792 года базилика была в свою очередь конфискована в рамках «борьбы с предрассудками», а через некоторое время рака была перевезена на Парижский монетный двор и там переплавлена. 3 декабря того же года мощи святой были перенесены на Гревскую площадь и там сожжены вместе с большим количеством прочей церковной утвари. Газета Le Moniteur universel от 9 декабря того же года информировала читателей о том, что перенос произошёл «с большим спокойствием и без чудес».

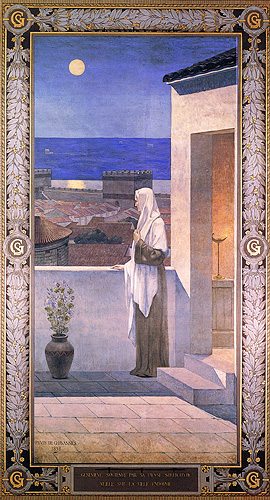
Святая Женевьева, взирающая на Париж. Живопись из интерьера Пантеона

### Возобновление культа Геновефы
После того, как в начале XIX века католическая религия перестала подвергаться преследованиям во Франции, встал вопрос о восстановлении разрушенных революцией культов святых. Прежде всего приходской священник церкви Сент-Этьен-дю-Мон Франсуа-Амабль де Вуазен нашёл в сохранившихся подвалах снесённого здания аббатства старый саркофаг, в котором покоились мощи Геновефы до их перенесения в раку в 1242 году, и обратился к парижскому архиепископу с просьбой дозволить извлечение саркофага для того, чтобы по возможности собрать в нём могущие уцелеть фрагменты мощей. Викарий архиепископа Жан-Антуан-Бенуа Брюно де Маларе (фр. Jean-Antoine-Benoît Brunot de Malaret) вместе с несколькими другими священниками посетили место обнаружения саркофага и подтвердили его аутентичность. Затем в присутствии Клода Русле (фр. Claude Rousselet) — последнего аббата до закрытия аббатства во время революции, саркофаг был перевезён в церковь Сент-Этьен-дю-Мон и с 31 декабря 1803 года стал доступен для посещения верующими.
После возобновления служб в превращённом в Пантеон храме в 1822 году, парижский архиепископ Иасент-Луи де Келан обратился к церквам, в которых хранились переданные им на протяжении многих веков фрагменты мощей Геновефы с просьбой переслать их в Париж. Это было сделано — самый важный фрагмент мощей был передан церковью города Сент-Женевьев-де-Буа. После секуляризации базилики в 1885 году сохранившиеся фрагменты мощей хранятся в соборе Парижской Богоматери.
В 1928 году статуя святой Женевьевы, вознесённая на 15-метровом пилоне, украсила вновь возведённый мост Турнель в Париже.
Имя святой носят холм, улица и площадь в V округе, библиотека, кладбище Сент-Женевьев-де-Буа (1927), а также церковь в Нантере.
Память святой Женевьевы в Католической церкви — 3 января. Святая Геновефа была местночтимой святой Православной церкви во Франции, а 9 марта 2017 года определением Священного синода Русской православной церкви преподобная внесена в месяцеслов Русской Православной Церкви.

## Комментарии
1. ↑  лат. Nemetodurum, фр. Nanterre — современный Нантер, ныне предместье Парижа.
2. 1 2  Во время жизни Геновефы классическое латинское название Парижа Lutetia уже уступило место названию Parisii.
3. ↑  лат. Severus и Gerontia соответственно.
4. 1 2  лат. Autessiodurum, фр. Auxerre — современный Осер.
5. 1 2  лат. Tricassium, фр. Troyes — современный Труа.
6. 1 2  лат. Sequana, фр. Seine — современная Сена.
7. ↑  Втор. 13:1—18
8. ↑  лат. Lugdunum, фр. Lyon — современный Лион.
9. ↑  лат. Arelas, фр. Arles — современный Арль.
10. ↑  лат. Arciacum, фр. Arcis — современный Арси-сюр-Об.
11. ↑  лат. Alba, фр. Aube — современный Об.
12. ↑  лат. Civitas Turonorum, фр. Tours — современный Тур.
13. ↑  лат. Aurelianum, фр. Orlèans — современный Орлеан.
14. ↑  лат. Ligera, фр. Loire — современная Луара.
15. ↑  лат. Lugdunum, фр. Laon — современный Лан. Не путать с городом Лионом, носившим то же латинское название.
16. 1 2  лат. Meldorum, фр. Meaux — современная коммуна Мо.
17. ↑  лат. Brigensis Saltus, фр. Brie — современный природный регион Бри[фр.].